# 乌尔库特
乌尔库特，是匈牙利维斯普雷姆州所辖的一个村，总面积20.13平方公里，总人口2100，人口密度104.3人/平方公里（2010年1月1日）。